# Haemulopsis elongatus
Haemulopsis elongatus és una espècie de peix pertanyent a la família dels hemúlids.

## Descripció
- Pot arribar a fer 30 cm de llargària màxima (normalment, en fa 15).[6][7][8]

## Hàbitat
És un peix marí, demersal i de clima tropical.

## Distribució geogràfica
Es troba al Pacífic oriental central: des de Mazatlán (Mèxic) fins a Panamà.

## Observacions
És inofensiu per als humans.